# Stazione di San Lucido Marina
La stazione di San Lucido Marina è una stazione ferroviaria della Tirrenica Meridionale e scalo ferroviario a servizio dell'omonimo comune. È posta a 9 metri s.l.m.

## Storia
La stazione venne costruita a valle dell'abitato di San Lucido, lungo la costa, in quella zona che in seguito sarebbe divenuta l'abitato di San Lucido Marina e le venne dato il nome di stazione di San Lucido. L'apertura avvenne il 31 luglio 1895, contestualmente all'entrata in funzione della tratta della ferrovia Tirrenica tra Paola e Marina di Gizzeria. Nel 1915 in seguito alla costruzione a monte della stazione di San Lucido della linea a cremagliera per Cosenza al suo nome venne aggiunto il termine Marina per distinguerla da quella più vicina all'abitato. Il progetto di costruzione aveva prevista solo una piccola stazione, provvista di un modestissimo scalo merci, ma in seguito al raddoppio del binario, avvenuto negli anni sessanta, la stazione venne ricostruita interamente con un ampio piazzale, un moderno fabbricato e binari di precedenza, uno per senso di marcia. 
Negli anni ottanta la stazione è divenuta stazione di diramazione in seguito alla costruzione della galleria Santomarco della nuova Paola - Cosenza e del bivio di raccordo sud.
Con la dismissione delle stazioni di Belmonte Calabro, Longobardi, Fiumefreddo e Torremezzo di Falconara, la stazione successiva è Amantea.

## Strutture e impianti
La stazione dispone di 4 binari. Le banchine laterali sono collegate tra di loro da un sottopassaggio pedonale, inoltre è presente un monitor per fornire informazioni ai passeggeri.

## Movimento
La stazione è servita da alcuni treni regionali operanti sulla relazione Reggio Calabria - Cosenza.

## Galleria d'immagini

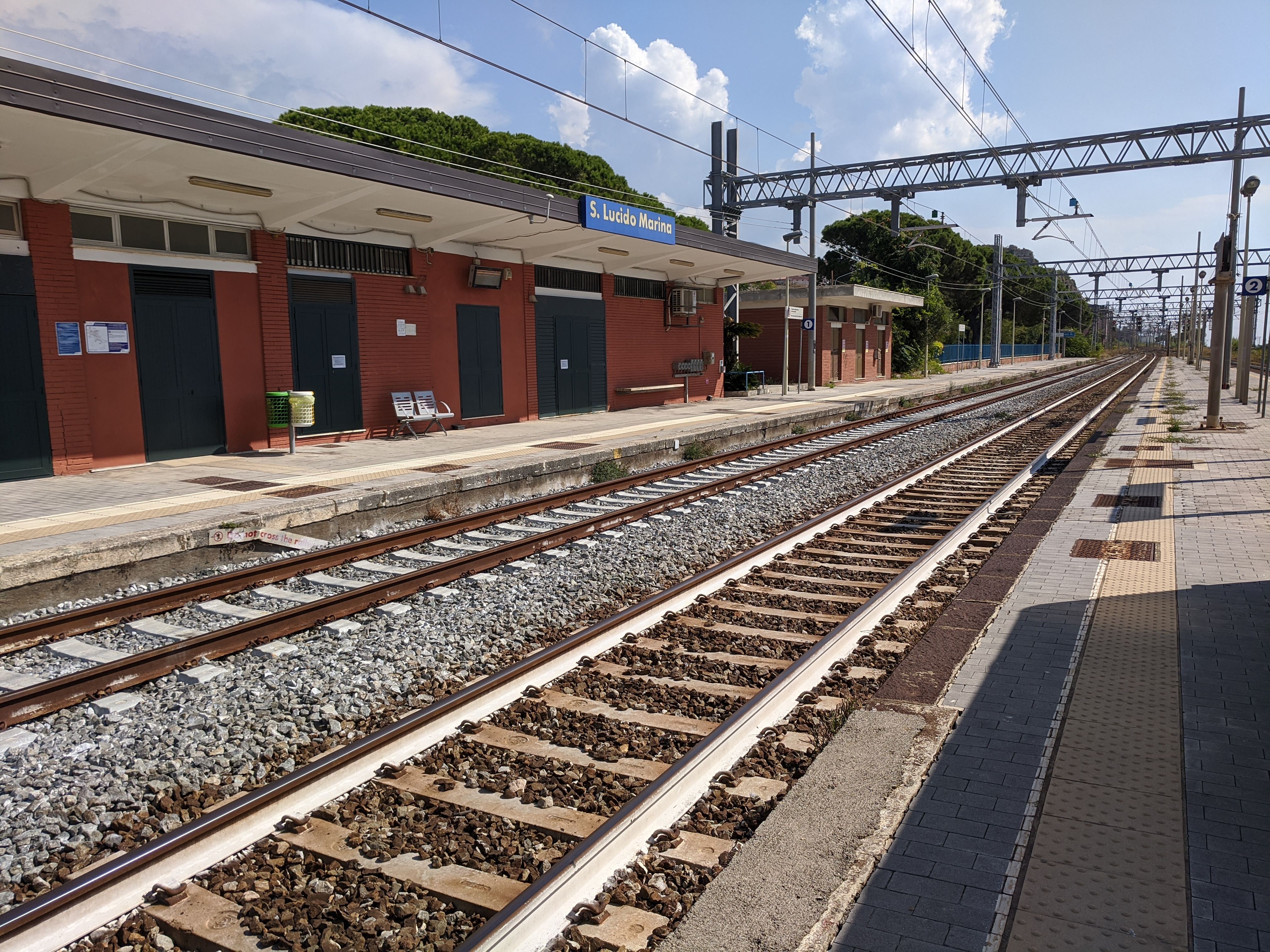
Binari 1 e 2
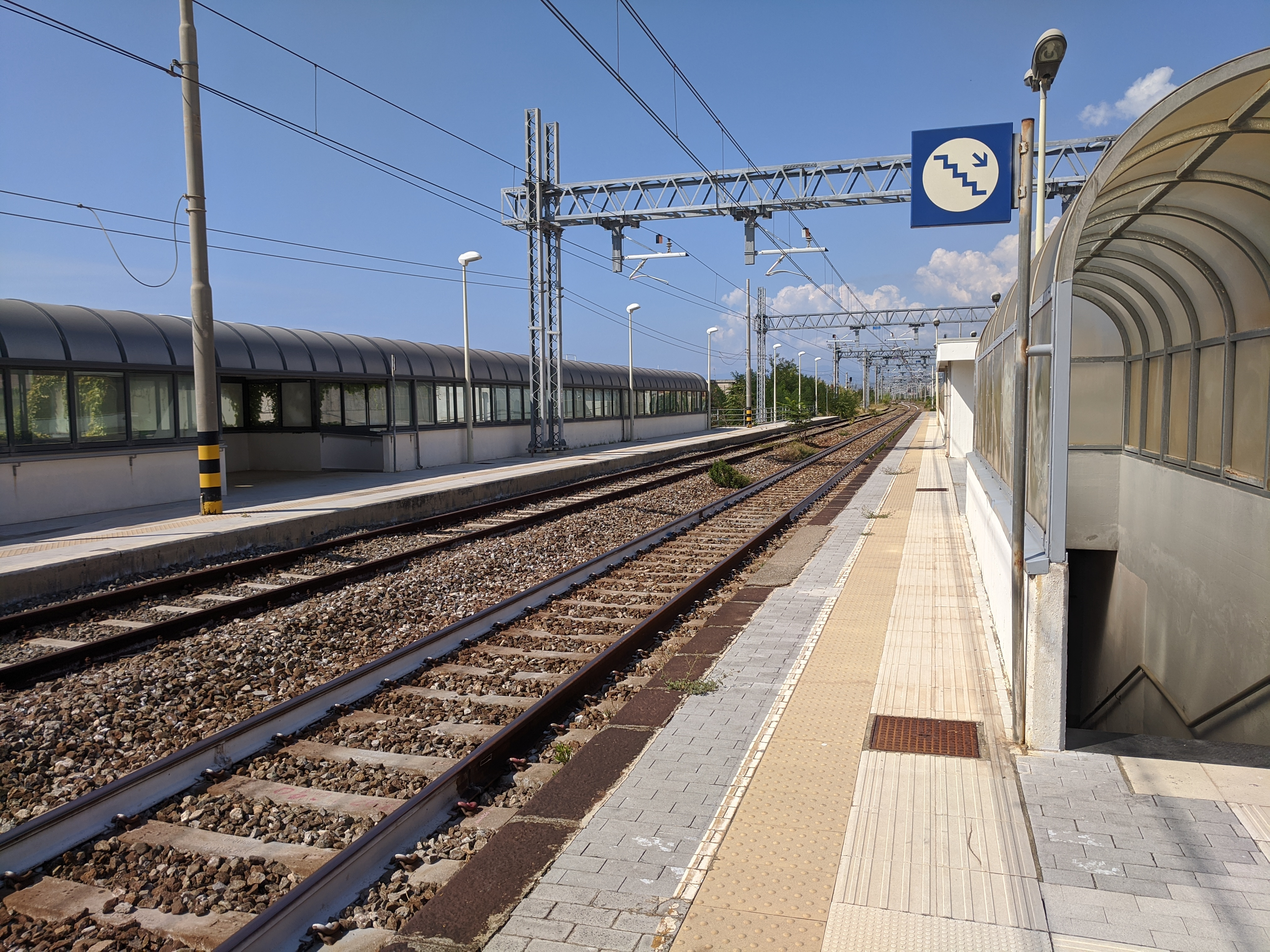
Binari 3 e 4
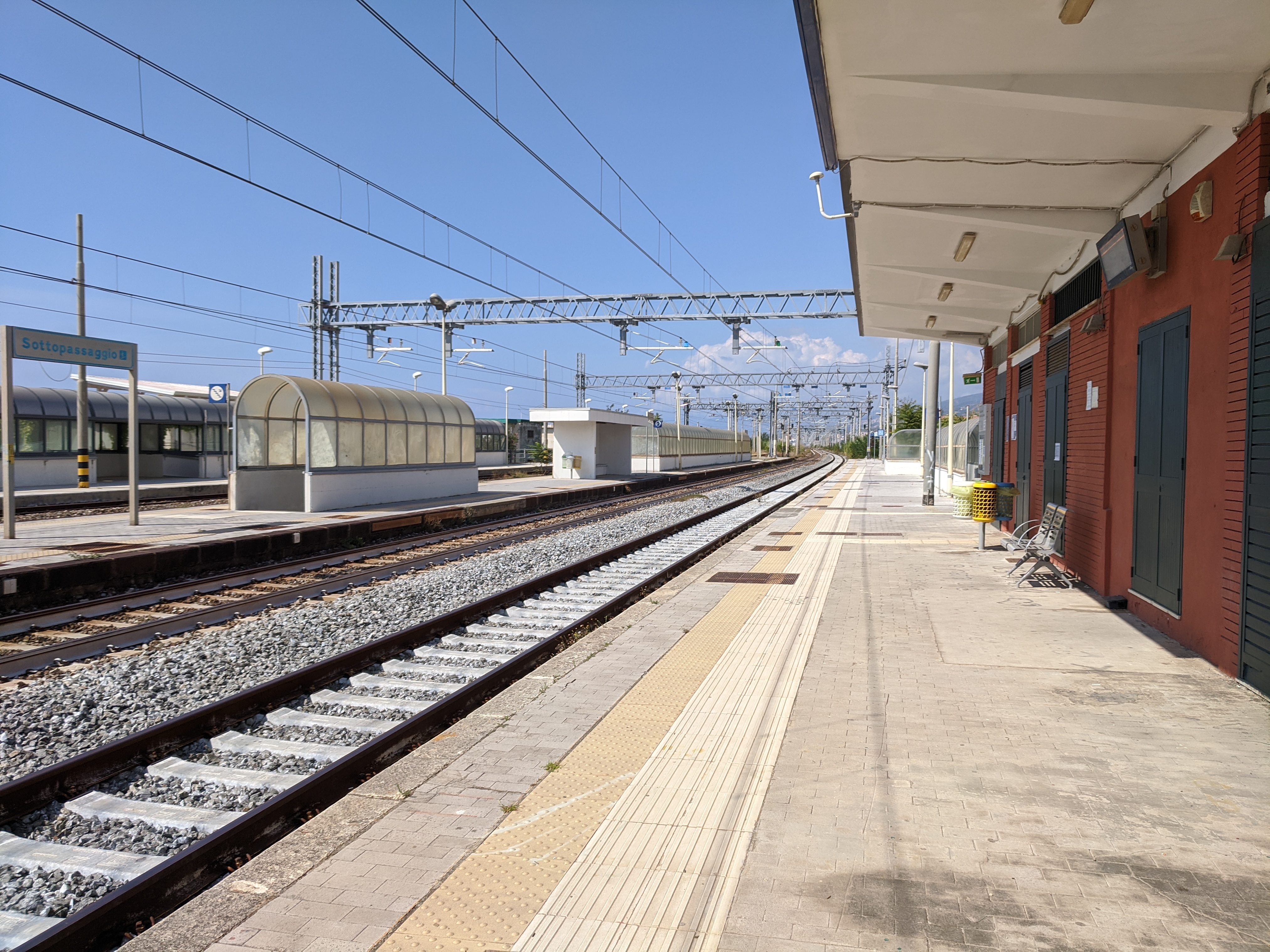
Marciapiede binario 1